# Marina Mahathir

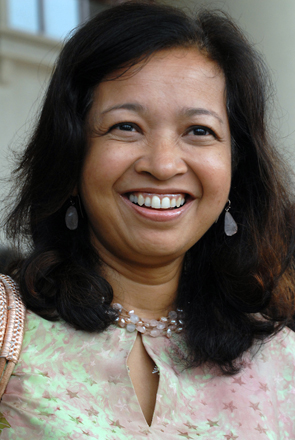
Marina Mahathir

Marina Mahathir é uma ativista socio-política e escritora malaia. Ela é a filha mais velha do quarto e sétimo primeiro-ministro da Malásia, Mahathir bin Mohamad, e Siti Hasmah Mohamad Ali. Ela se formou na Universidade de Sussex.
Em 2010, Marina foi premiada com o título de Pessoa do Ano da ONU por seu trabalho voluntário no combate ao HIV/AIDS. Em 2016, ela recebeu a condecoração de Chevalier de la Légion d’Honneur do governo francês por "sua voz e carisma em muitas causas", citando seu trabalho com o Conselho de AIDS da Malásia e com migrantes como exemplos. Marina tornou-se uma das oito malaias a receber a premiação até então.
Em janeiro de 2018, após um incidente viral de um homem muçulmano agredindo uma mulher muçulmana por não usar hijab, Marina alertou que a islamização da Malásia vai dividir o país. Ela referiu-se à islamização como "outra forma de colonização, um conceito que nunca foi conhecido por ser não violento".